# Periphery IV: Hail Stan
Periphery IV: Hail Stan è il sesto album in studio del gruppo musicale statunitense Periphery, pubblicato il 5 aprile 2019 dalla 3DOT Recordings.

## Descrizione
Si tratta della prima pubblicazione del gruppo attraverso la propria etichetta discografica indipendente, da loro creata nel giugno 2018 a seguito della rescissione del contratto con la Sumerian Records (storica etichetta dei Periphery), nonché il primo senza il bassista Adam "Nolly" Getgood, che abbandonò la formazione nel 2017; Getgood tuttavia ha curato le fasi di ingegneria e missaggio oltre ad aver suonato le parti di basso nell'album.
L'album, composto da nove brani, presenta sonorità tipicamente djent ed è caratterizzato da una maggiore presenza di strumenti ad arco e del coro.

## Tracce
1. Reptile – 16:43
2. Blood Eagle – 5:58
3. Chvrch Bvrner – 3:40
4. Garden in the Bones – 5:56
5. It's Only Smiles – 5:33
6. Follow Your Ghost – 5:24
7. Crush – 6:49
8. Sentient Glow – 4:27
9. Satellites – 9:25

## Formazione
Gruppo
- Jake Bowen – chitarra, programmazione
- Matt Halpern – batteria
- Mark Holcomb – chitarra
- Misha Mansoor – chitarra, basso, programmazione, composizione orchestrazione
- Spencer Sotelo – voce

Altri musicisti
- Adam "Nolly" Getgood – basso
- Enoch Campbell – coro
- Clayton Wieben – coro
- Diana Shull – coro
- Andres Cardenas – coro
- Jordan Jensen – coro
- Bryant Wilson – coro
- Connor Law – coro
- Rocky Schofield – coro
- Austin Bentley – coro
- Kemarie Whiting – coro
- Miriam Housley – coro
- Matt Jensen – coro
- Sebastien Ruesch – coro
- Sarah Farr – coro
- Ryan Whitehead – coro
- Joseph Facer – coro
- John Yelland – coro
- Wesley Monahan – coro
- Hailey Arnold – coro
- Alyssa Lemmon Chapman – coro
- Eric Slaugh – coro
- Mac Christensen – coro
- Samson Winzer – coro
- Chad Chen – coro
- Cymrie Van Drew – violino
- Emily Rust – violino
- Caryn Bradley – viola
- Chris Morgan – violoncello
- Steven Park – corno francese
- Mikee Goodman – voce aggiuntiva (traccia 1)

Produzione
- Periphery – produzione
- Adam "Nolly" Getgood – ingegneria del suono, missaggio
- Misha Mansoor – missaggio aggiuntivo, ingegneria del suono aggiuntiva
- Spencer Sotelo – missaggio aggiuntivo
- Ermin "Red Pill" Hamidovic – mastering
- Ernie Slenkovich – ingegneria del suono aggiuntiva
- Joel Hamilton – montaggio aggiuntivo
- Randy Slaugh – produzione, arrangiamento e conduzione strumenti ad arco e coro

## Classifiche
| Classifica (2019)          | Posizione massima |
| -------------------------- | ----------------- |
| Australia                  | 21                |
| Austria                    | 48                |
| Belgio (Fiandre)           | 169               |
| Francia                    | 147               |
| Germania                   | 36                |
| Regno Unito                | 71                |
| Regno Unito (rock & metal) | 2                 |
| Stati Uniti                | 64                |
| Stati Uniti (hard rock)    | 4                 |
| Stati Uniti (independent)  | 1                 |
| Stati Uniti (rock)         | 9                 |
| Stati Uniti (tastemaker)   | 5                 |
| Svizzera                   | 66                |